# Archytas instabilis
Archytas instabilis är en tvåvingeart som beskrevs av Charles Howard Curran 1928. Archytas instabilis ingår i släktet Archytas och familjen parasitflugor. Inga underarter finns listade i Catalogue of Life.